# Dreiband-Weltmeisterschaft für Nationalmannschaften 1997

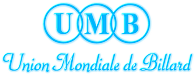
Logo UMB (ausrichtender Verband)

Veranstaltungsort: Viersen

Die Dreiband-Weltmeisterschaft für Nationalmannschaften 1997 war die 11. Auflage dieses Turniers, das seit 1981 in der Regel jährlich in der Billardvariante Dreiband ausgetragen wird. Sie fand vom 20. bis zum 23. Februar 1997 in Viersen statt.

## Spielmodus
Es nahmen erstmals 18 Mannschaften am Turnier teil. Jedes Team bestand aus zwei Spielern. Gespielt wurde in 5 3er Gruppen A bis E. In den Gruppen spielte nur noch Spieler 1 gegen Spieler 1 und Spieler 2 gegen Spieler 2. Die fünf Gruppensieger und drei gesetzte Mannschaften (die Vorjahresfinalisten und Gastgeber Deutschland) wurden in zwei Gruppen F und G gelost. Die Gruppensieger und Gruppenzweiten spielten über Kreuz das Halbfinale. Die Sieger waren im Finale und die Verlierer spielten um Platz 3. 
Bis zum Finale wurde auf 2 Gewinnsätze gespielt. Das Finale ging über 3 Gewinnsätze. Deutschland sicherte sich zum drittel mal den Titel. Im Halbfinale waren Österreich und Dänemark nach Partie- und Satzpunkten gleichauf. Österreich führte nur nach erzielten Punkten mit 53:51 und zog ins Finale ein. 
Bei Punktegleichstand wird wie folgt gewertet:
1. Matchpunkte (MP)
2. Satzverhältnis (SV)
3. Mannschafts-Generaldurchschnitt (MGD)

## Teilnehmer
| Nation        | Gruppe | Spieler 1            | Spieler 2          |
| ------------- | ------ | -------------------- | ------------------ |
| Ägypten       | A      | Mohsen Fouda         | Ihab El Messery    |
| Belgien       | D      | Ludo Dielis          | Peter de Backer    |
| Dänemark      | F      | Dion Nelin           | Brian Knudsen      |
| Deutschland 1 | F      | Christian Rudolph    | Johann Schirmbrand |
| Deutschland 2 | E      | Martin Horn          | Stefan Galla       |
| Ecuador       | D      | Luis Aveiga          | Jorge Rubio        |
| Frankreich    | B      | Jean-Christophe Roux | Philippe Loitron   |
| Griechenland  | A      | Nikos Tremoulis      | George Sakkas      |
| Japan         | G      | Reiji Ichinose       | Joji Kai           |
| Kolumbien     | C      | José Gomez           | Jaime Bedoya       |
| Mexiko        | E      | Arturo Bone          | ? Pinon            |
| Niederlande   | C      | Frank Martens        | Aart Gieskens      |
| Österreich    | E      | Gerhard Kostistansky | Andreas Efler      |
| Portugal      | A      | Jorge Theriaga       | Egidio Vierat      |
| Schweden      | C      | Michael Nilsson      | Lennart Blomdahl   |
| Spanien       | B      | Daniel Sánchez       | Avelino Rico       |
| Tschechien    | B      | Zoltan Kovac         | Martin Slovacel    |
| Türkei        | D      | Yilmaz Özcan         | Mustafa Emek       |

## Gruppenphase
Die Gruppenersten kamen in die Zwischenrunde.

### Vorrunde

#### Gruppe A
| Platz | Nation       | Sp. | G-U-V | MP  | PP  | SV   | MGD   | BEMD  |
| ----- | ------------ | --- | ----- | --- | --- | ---- | ----- | ----- |
| 1     | Portugal     | 2   | 2-0-0 | 4:0 | 8:0 | 16:4 | 0,923 | 0,959 |
| 2     | Griechenland | 2   | 1-0-1 | 2:2 | 4:4 | 10:8 | 0,863 | 0,909 |
| 3     | Ägypten      | 2   | 0-0-2 | 0:4 | 0:8 | 2:16 | 0,588 | -     |

| Datum            | Nation 1     | MP  | PP  | SV  | Nation 2     |
| ---------------- | ------------ | --- | --- | --- | ------------ |
| 20. Februar 1997 | Griechenland | 2:0 | 4:0 | 8:0 | Ägypten      |
| 20. Februar 1997 | Ägypten      | 0:2 | 0:4 | 2:8 | Portugal     |
| 21. Februar 1997 | Portugal     | 2:0 | 4:0 | 8:2 | Griechenland |

#### Gruppe B
| Platz | Nation     | Sp. | G-U-V | MP  | PP  | SV   | MGD   | BEMD  |
| ----- | ---------- | --- | ----- | --- | --- | ---- | ----- | ----- |
| 1     | Spanien    | 2   | 1-1-0 | 3:1 | 6:2 | 12:4 | 1,079 | 1,276 |
| 2     | Frankreich | 2   | 1-1-0 | 3:1 | 6:2 | 12:6 | 0,834 | 0,851 |
| 3     | Tschechien | 2   | 0-0-2 | 0:4 | 0:8 | 2:16 | 0,663 | -     |

| Datum            | Nation 1   | MP  | PP  | SV  | Nation 2   |
| ---------------- | ---------- | --- | --- | --- | ---------- |
| 20. Februar 1997 | Frankreich | 2:0 | 4:0 | 8:2 | Tschechien |
| 20. Februar 1997 | Tschechien | 0:2 | 0:4 | 0:8 | Spanien    |
| 21. Februar 1997 | Spanien    | 1:1 | 2:2 | 4:4 | Frankreich |

#### Gruppe C
| Platz | Nation      | Sp. | G-U-V | MP  | PP  | SV    | MGD   | BEMD  |
| ----- | ----------- | --- | ----- | --- | --- | ----- | ----- | ----- |
| 1     | Niederlande | 2   | 1-1-0 | 3:1 | 6:2 | 14:10 | 0,946 | 0,966 |
| 2     | Schweden    | 2   | 1-0-1 | 2:2 | 4:4 | 12:8  | 0,861 | 0,937 |
| 3     | Kolumbien   | 2   | 0-1-1 | 1:3 | 2:6 | 6:14  | 0,697 | 0,862 |

| Datum            | Nation 1  | MP  | PP  | SV  | Nation 2    |
| ---------------- | --------- | --- | --- | --- | ----------- |
| 20. Februar 1997 | Schweden  | 0:2 | 0:4 | 4:8 | Niederlande |
| 20. Februar 1997 | Schweden  | 2:0 | 4:0 | 8:0 | Kolumbien   |
| 21. Februar 1997 | Kolumbien | 1:1 | 2:2 | 6:6 | Niederlande |

#### Gruppe D
| Platz | Nation  | Sp. | G-U-V | MP  | PP  | SV   | MGD   | BEMD  |
| ----- | ------- | --- | ----- | --- | --- | ---- | ----- | ----- |
| 1     | Belgien | 2   | 2-0-0 | 4:0 | 8:0 | 16:2 | 0,992 | 1,101 |
| 2     | Türkei  | 2   | 0-1-1 | 1:3 | 2:6 | 6:12 | 0,937 | 0,901 |
| 3     | Ecuador | 2   | 0-1-1 | 1:3 | 2:6 | 4:12 | 0,794 | 0,802 |

| Datum            | Nation 1 | MP  | PP  | SV  | Nation 2 |
| ---------------- | -------- | --- | --- | --- | -------- |
| 20. Februar 1997 | Ecuador  | 1:1 | 2:2 | 4:4 | Türkei   |
| 21. Februar 1997 | Belgien  | 2:0 | 4:0 | 8:0 | Ecuador  |
| 21. Februar 1997 | Belgien  | 2:0 | 4:0 | 8:2 | Türkei   |

#### Gruppe E
| Platz | Nation        | Sp. | G-U-V | MP  | PP  | SV    | MGD   | BEMD  |
| ----- | ------------- | --- | ----- | --- | --- | ----- | ----- | ----- |
| 1     | Österreich    | 2   | 1-1-0 | 3:1 | 6:2 | 14:6  | 1,271 | 1,285 |
| 2     | Deutschland 2 | 2   | 1-0-1 | 2:2 | 4:4 | 10:10 | 1,127 | 1,301 |
| 3     | Mexiko        | 2   | 0-1-1 | 1:3 | 2:6 | 6:14  | 1,046 | 1,089 |

| Datum            | Nation 1      | MP  | PP  | SV  | Nation 2      |
| ---------------- | ------------- | --- | --- | --- | ------------- |
| 20. Februar 1997 | Österreich    | 2:0 | 4:0 | 8:2 | Deutschland 2 |
| 21. Februar 1997 | Deutschland 2 | 2:0 | 4:0 | 8:2 | Mexiko        |
| 21. Februar 1997 | Mexiko        | 1:1 | 2:2 | 4:6 | Österreich    |

### Zwischenrunde
Die beiden Gruppenersten spielten über Kreuz das Halbfinale.

#### Gruppe F
| Platz | Nation        | Sp. | G-U-V | MP  | PP  | SV    | MGD   | BEMD  |
| ----- | ------------- | --- | ----- | --- | --- | ----- | ----- | ----- |
| 1     | Deutschland 1 | 3   | 2-0-1 | 4:2 | 8:4 | 16:12 | 1,100 | 1,264 |
| 2     | Dänemark      | 3   | 1-1-1 | 3:3 | 6:6 | 16:16 | 1,231 | 1,488 |
| 3     | Belgien       | 3   | 1-1-1 | 3:3 | 6:6 | 14:14 | 1,198 | 1,333 |
| 4     | Spanien       | 3   | 1-0-2 | 2:4 | 4:8 | 14:18 | 1,071 | 1,312 |

| Datum            | Nation 1      | MP  | PP  | SV  | Nation 2      |
| ---------------- | ------------- | --- | --- | --- | ------------- |
| 21. Februar 1997 | Dänemark      | 0:2 | 0:4 | 2:8 | Deutschland 1 |
| 21. Februar 1997 | Belgien       | 0:2 | 0:4 | 2:8 | Spanien       |
| 22. Februar 1997 | Belgien       | 1:1 | 2:2 | 4:6 | Dänemark      |
| 22. Februar 1997 | Spanien       | 0:2 | 0:4 | 2:8 | Deutschland 1 |
| 22. Februar 1997 | Spanien       | 0:2 | 0:4 | 4:8 | Dänemark      |
| 22. Februar 1997 | Deutschland 1 | 0:2 | 0:4 | 0:8 | Belgien       |

#### Gruppe G
| Platz | Nation      | Sp. | G-U-V | MP  | PP   | SV    | MGD   | BEMD  |
| ----- | ----------- | --- | ----- | --- | ---- | ----- | ----- | ----- |
| 1     | Österreich  | 3   | 2-1-0 | 5:1 | 10:2 | 20:8  | 1,196 | 1,489 |
| 2     | Japan       | 3   | 0-3-0 | 3:3 | 6:6  | 14:14 | 1,017 | 1,241 |
| 3     | Portugal    | 3   | 0-2-1 | 2:4 | 4:8  | 12:18 | 1,125 | 1,196 |
| 4     | Niederlande | 3   | 0-2-1 | 2:4 | 4:8  | 10:16 | 0,939 | 1,000 |

| Datum            | Nation 1   | MP  | PP  | SV  | Nation 2    |
| ---------------- | ---------- | --- | --- | --- | ----------- |
| 21. Februar 1997 | Österreich | 2:0 | 4:0 | 8:2 | Portugal    |
| 21. Februar 1997 | Japan      | 1:1 | 2:2 | 4:4 | Niederlande |
| 22. Februar 1997 | Österreich | 1:1 | 2:2 | 4:4 | Japan       |
| 22. Februar 1997 | Portugal   | 1:1 | 2:2 | 4:4 | Niederlande |
| 22. Februar 1997 | Japan      | 1:1 | 2:2 | 6:6 | Portugal    |
| 22. Februar 1997 | Österreich | 2:0 | 4:0 | 8:2 | Niederlande |

## Finalrunde
|  | Halbfinale (Best of 3)       | Halbfinale (Best of 3) |                    |                   | Finale (Best of 5) | Finale (Best of 5) |
|  |                              |                        |                    |                   |                    |                    |
|  | Deutschland 1                | 2:0/4:0/8:2/1,138      |                    |                   |                    |                    |
|  | Japan                        | 0:2/0:4/2:8/0,873      |                    |                   |                    |                    |
|  | 23. Februar 1997             |                        |                    |                   |                    |                    |
|  |                              |                        | 23. Februar 1997   |                   |                    |                    |
|  | Deutschland 1                | 2:0/4:0/12:2/1,293     |                    |                   |                    |                    |
|  |                              | Österreich             | 0:2/0:4/2:12/0,986 |                   |                    |                    |
|  |                              |                        |                    |                   |                    |                    |
|  | Spiel um Platz 3 (Best of 3) |                        |                    |                   |                    |                    |
|  | 23. Februar 1997             | 23. Februar 1997       | Japan              | 1:1/2:2/6:4/1,219 |                    |                    |
|  | Österreich                   | 1:1/2:2/4:4/1,558      | Dänemark           | 1:1/2:2/4:6/1,560 |                    |                    |
|  | Dänemark                     | 1:1/2:2/4:4/1,500      |                    |                   | 23. Februar 1997   | 23. Februar 1997   |

## Abschlusstabelle
| MP    | Match Punkte (Sieger = 2; Unentschieden = 1; Verlierer = 0) |
| SV    | Satzverhältnis (nur bei Turnieren im Satzsystem)            |
| Pkte. | Erzielte Karambolagen                                       |
| Aufn. | benötigte Aufnahmen                                         |
| GD    | Generaldurchschnitt                                         |
| MGD   | Mannschafts-Generaldurchschnitt                             |
| BED   | Bester Einzeldurchschnitt eines Spielers                    |
| BEMD  | Bester Einzeldurchschnitt einer Mannschaft                  |
| BSD   | Bester Satzdurchschnitt eines Spielers                      |
| HS    | Höchstserie                                                 |
| WRP   | Weltranglistenpunkte                                        |

| Platz | Nation        | Sp. | G-U-V | MP   | PP    | SV    | Pkt. | Aufn. | MGD   | BEMD  |
| ----- | ------------- | --- | ----- | ---- | ----- | ----- | ---- | ----- | ----- | ----- |
| 1     | Deutschland 1 | 5   | 4-0-1 | 8:2  | 16:4  | 36:16 | 347  | 300   | 1,156 | 1,293 |
| 2     | Österreich    | 7   | 5-2-0 | 12:2 | 18:10 | 30:24 | 443  | 366   | 1,210 | 1,558 |
| 3     | Japan         | 5   | 1-3-1 | 5:5  | 8:12  | 22:26 | 281  | 277   | 1,014 | 1,241 |
| 4     | Dänemark      | 5   | 1-1-3 | 3:7  | 14:16 | 24:26 | 312  | 235   | 1,327 | 1,560 |
| 5     | Belgien       | 5   | 3-1-1 | 7:3  | 14:6  | 30:16 | 294  | 267   | 1,101 | 1,333 |
| 6     | Portugal      | 5   | 2-2-1 | 6:4  | 12:8  | 28:22 | 324  | 315   | 1,028 | 1,196 |
| 7     | Spanien       | 5   | 2-1-2 | 5:5  | 10:10 | 26:22 | 290  | 270   | 1,074 | 1,312 |
| 8     | Niederlande   | 5   | 1-2-2 | 4:6  | 10:14 | 24:26 | 299  | 317   | 0,943 | 1,000 |
| 9     | Frankreich    | 2   | 1-1-0 | 3:1  | 6:2   | 12:6  | 111  | 133   | 0,834 | 0,851 |
| 10    | Schweden      | 2   | 1-0-1 | 2:2  | 4:4   | 12:8  | 131  | 152   | 0,861 | 0,937 |
| 11    | Griechenland  | 2   | 1-0-1 | 2:2  | 4:4   | 10:8  | 127  | 147   | 0,863 | 0,909 |
| 12    | Deutschland 2 | 2   | 1-0-1 | 2:2  | 4:4   | 10:10 | 115  | 102   | 1,127 | 1,301 |
| 13    | Türkei        | 2   | 0-1-1 | 1:3  | 2:6   | 8:12  | 121  | 129   | 0,937 | 0,901 |
| 14    | Mexiko        | 2   | 0-1-1 | 1:3  | 2:8   | 6:14  | 112  | 107   | 1,056 | 1,089 |
| 15    | Kolumbien     | 2   | 0-1-1 | 1:3  | 2:6   | 6:14  | 99   | 142   | 0,697 | 0,862 |
| 16    | Ecuador       | 2   | 0-1-1 | 1:3  | 2:6   | 4:14  | 108  | 136   | 0,794 | 0,802 |
| 17    | Tschechien    | 2   | 0-0-2 | 0:4  | 0:8   | 2:16  | 81   | 122   | 0,663 | –     |
| 18    | Ägypten       | 2   | 0-0-2 | 0:4  | 0:8   | 2:16  | 80   | 136   | 0,588 | –     |